# Green Arrow : Carquois
Green Arrow : Carquois (titre original : Green Arrow: Quiver) est un arc narratif de Green Arrow, composé de dix numéros, écrit par Kevin Smith et dessiné par Phil Hester. Publié par DC Comics en 2001, cet arc est apparu dans Green Arrow (vol. 3) n°1 à 10 et est surtout connu pour décrire le retour du personnage d'Oliver Queen qui était mort dans sa série précédente en 1995. 

## Synopsis
Après avoir appris la mort récente de Green Arrow lors de son retour sur Terre dans la crise de The Final Night (en), Hal Jordan ressuscite Green Arrow. Mais ce nouvel Oliver ressuscité ne conserve aucun souvenir des événements qui se sont déroulés pendant et après The Longbow Hunters. L'examen de son corps révèle qu'il lui manque plusieurs anciennes cicatrices obtenues après Longbow Hunters. Alors que Ollie Queen tente de trouver sa place dans ce nouveau monde (aidé par Stanley Dover, apparemment bienveillant, qui l'a accueilli après l'avoir sauvé d'une agression), il interagit avec des personnes de son passé, notamment Black Canary, la Ligue de justice, Batman et Roy Harper. Il prend également une pupille, Mia Dearden, qui devient le nouveau Speedy. 
Il s’avère que Green Arrow a retrouvé son corps mais pas son âme. En fait, Oliver Queen a préféré rester au paradis, tout en reconnaissant le besoin de son ami de ramener quelque chose en retour. Les souvenirs du corps s’arrêtent au moment où Queen estimait que les choses tournaient mal pour lui, c'est-à-dire après qu'il a tué un violeur. Il est attaqué par Etrigan le démon en raison de son statut de « vide » (un être sans âme qui peut être utilisé par certains démons pour accéder à la Terre). Jordan, en tant que Spectre, transporte Ollie hors de portée d’Etrigan et l’emmène au paradis pour parler avec son âme. Cependant, lorsque l'âme préfère rester au paradis, Ollie est renvoyé et est capturé par Dover, un pratiquant des arts sombres qui envisage de transférer son âme dans le corps d'Oliver (un sort uniquement possible car Oliver n'a pas d'âme) et utilisez ensuite les systèmes de surveillance de la Tour de Garde de la JLA pour retrouver un démon qu'il a convoqué pour obtenir l'immortalité. 
Alors que Connor Hawke se bat pour sauver son père - sa maison est protégée par un sceau de sang qui empêche toute personne d'y pénétrer s'ils ne sont pas apparentés à un de ses habitants - Ollie prend contact avec son âme pendant que Dover tente le rituel pour prendre le contrôle de son corps. Il convainc l'âme de quitter le ciel et de rejoindre son corps pour sauver leur fils. Avec les deux Green Arrows ayant repoussé les démons de Dover, ils sont sauvés par la Bête Sans Nom, qui les renvoie dans la dimension infernale d'où ils ont été convoqués. La Bête dévore ensuite Dover. Ollie et Connor découvrent que Dover a tout laissé à Ollie (maison et argent car il croyait pouvoir obtenir le corps d'Oliver), ce qui encourage Oliver à utiliser la maison et les ressources de Dover pour combattre le mal dans Star City. 

## Analyse
Dans Carquois, Smith et Hester créent un nouveau personnage : Mia Dearden (en), nouvelle partenaire de Green Arrow sous le nom de Speedy. Victime de la prostitution enfantine, elle sera l'un des rares personnages séropositifs à être présents dans la bande dessinée.

## Accueil

### Ventes
Lors de sa sortie, le premier numéro se trouve à la sixième place des meilleures ventes du mois avec 85 046 exemplaires vendus. Les ventes se maintiennent tout au long de l'arc narratif, le dernier numéro est à la septième place avec 86 675 exemplaires vendus. Mais c'est le no 7, numéro où le récit atteint un point culminant, qui réalise le plus de ventes : il est à la cinquième place avec 91 791 exemplaires vendus.

### Critiques
« Carquois » a reçu principalement des critiques positives. Ken Tucker de Entertainment Weekly a déclaré : « Le premier numéro vous scotche au mur avec les silhouettes élégantes et allongées de l'artiste Phil Hester et ses cases aux formes imprévisibles, tandis que Smith réussit à condenser le mythe d'Arrow ». Avec « Guardian Devil (en) », « Carquois » a contribué à faire de Kevin Smith l'un des écrivains les plus populaires de la bande dessinée. 
« Carquois » a été nommé en 2003 parmi les meilleurs livres pour jeunes adultes par le Service des bibliothèques pour jeunes adultes de la American Library Association. 
Le site CBR classe le récit à la neuvième place de sa liste des « 10 meilleures histoires de Green Arrow ». 

## Publications

### Éditions françaises
Le récit a été édité par Semic en 2 volumes en 2002, dans sa collection Semic Books.